# Mouni (ort)
Mouni är en ort i Burkina Faso.   Den ligger i regionen Boucle du Mouhoun, i den västra delen av landet, 220 km väster om huvudstaden Ouagadougou. Mouni ligger 324 meter över havet och antalet invånare är 1 020.
Terrängen runt Mouni är platt, och sluttar västerut. Närmaste större samhälle är Ouona, 10,4 km nordost om Mouni.
Omgivningarna runt Mouni är en mosaik av jordbruksmark och naturlig växtlighet. Runt Mouni är det ganska glesbefolkat, med 40 invånare per kvadratkilometer.